# Petrivka, Ujhorod
Petrivka (în ucraineană Петрівка) este un sat în comuna Solovka din raionul Ujhorod, regiunea Transcarpatia, Ucraina.

## Demografie
Componența lingvistică a localității Petrivka
     Ucraineană (95,9%)
     Maghiară (2,41%)
     Alte limbi (1,2%)
Conform recensământului din 2001, majoritatea populației localității Petrivka era vorbitoare de ucraineană (95,9%), existând în minoritate și vorbitori de maghiară (2,41%).